# Baiheliang

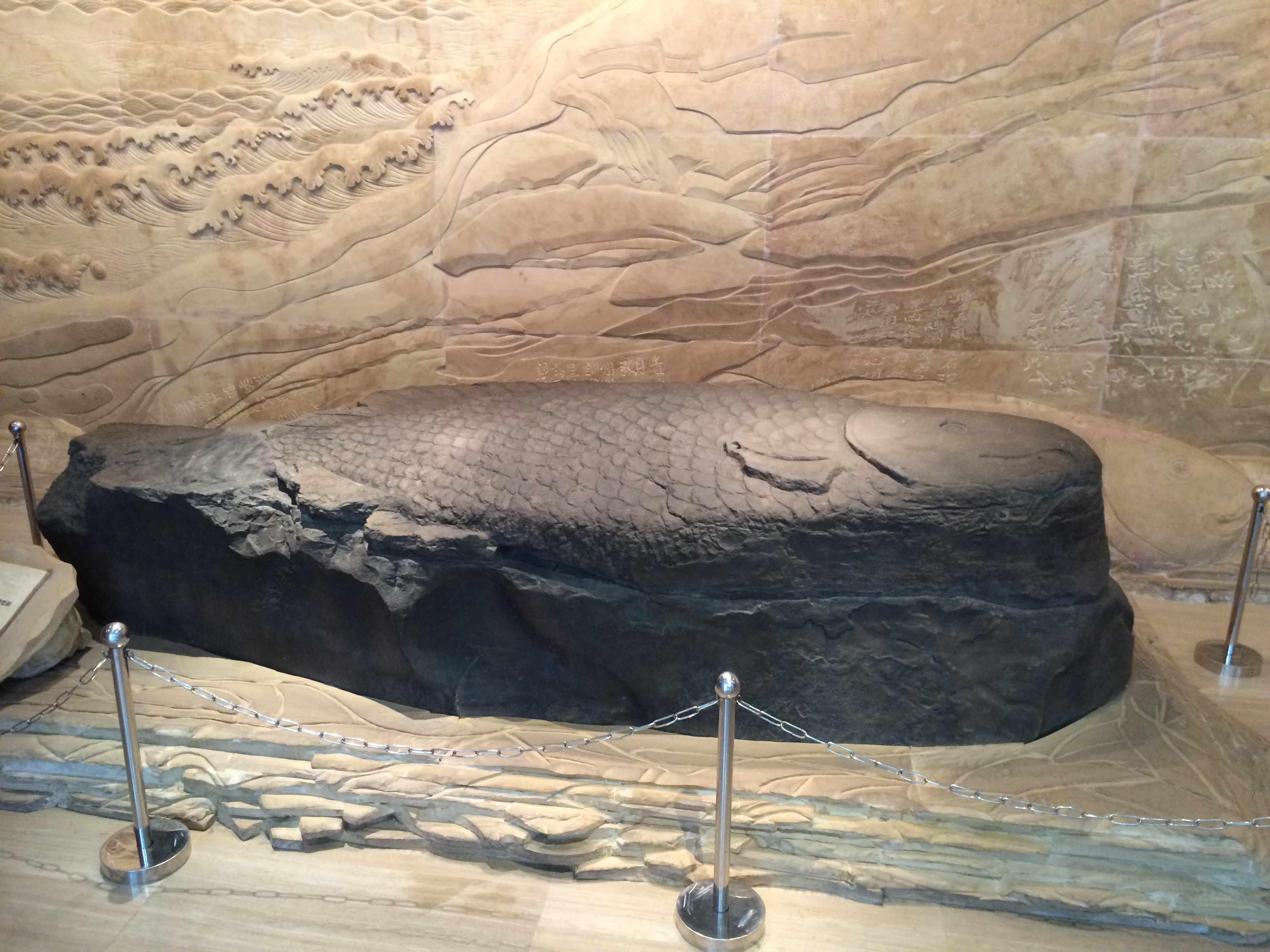
Kamienna ryba z Baiheliang

Baiheliang (chiń. 白鹤梁, pinyin Báihèliáng) – podwodna formacja skalna, znajdująca się w środkowym biegu rzeki Jangcy, w dzielnicy Fuling na obszarze miasta wydzielonego Chongqing w Chinach. Pełniła rolę starożytnej stacji hydrologicznej, służącej do obserwacji zmiany poziomu rzeki. Przez większość roku znajdowała się pod wodą, a widoczna stawała się jedynie podczas spadku poziomu wody wiosną i jesienią.
Na powierzchni formacji, mającej 1,600 m długości 15 m szerokości, przez ponad 1200 lat zapisywano informacje o obserwacjach hydrologicznych. W sumie znajduje się na niej kilkaset inskrypcji. Główną atrakcją Baiheliang jest kamienna podobizna ryby o wymiarach 2,8×0,95 metra.
Na początku XXI wieku przyszłość Baiheliang została poważnie zagrożona na skutek budowy Zapory Trzech Przełomów. W związku z podniesieniem się poziomu rzeki po budowie zapory o ponad 30 metrów, formacja na stałe znalazła się pod wodą. Chcąc ratować tę popularną atrakcję turystyczną rząd chiński rozpoczął w 2002 roku budowę podwodnego muzeum. Otwarcie nastąpiło 18 maja 2009 roku, a koszt inwestycji wyniósł 189 milionów juanów. Obecnie formację można oglądać schodząc pod wodę 140-metrowym tunelem.